# Tymczasowa Rada Jedności Narodowej
Tymczasowa Rada Jedności Narodowej (TRJN), od 1962 Rada Jedności Narodowej − emigracyjny organ polityczny, utworzony w czerwcu 1954 przez większość polskich ugrupowań emigracyjnych, które były przeciwne dalszemu zajmowaniu urzędu prezydenta RP przez Augusta Zaleskiego. 
TRJN powołała w 1954 Radę Trzech, której w 1956 nadała uprawnienia prezydenta oraz Egzekutywę Zjednoczenia Narodowego, której nadała uprawnienia rządu.
Rozwiązana została w 1972

## Przewodniczący Tymczasowej Rady Jedności Narodowej
| Imię i nazwisko  | Od   | Do   | Uwagi                             |
| ---------------- | ---- | ---- | --------------------------------- |
| Tadeusz Bielecki | 1954 | 1971 | złożył rezygnację w kwietniu 1971 |
| Bohdan Podoski   | 1971 | 1972 |                                   |